# Dicranoloma gracile
Dicranoloma gracile là một loài rêu trong họ Dicranaceae. Loài này được Broth. ex E.B. Bartram mô tả khoa học đầu tiên năm 1933.